# Антоній Олександр Ілінський
Антоній Олександр Ілінський, також відомий як Іскендер-Паша (тур. Mehmet İskender Paşa; 1812—1861), польсько-османський військовий офіцер і генерал. Польський борець за незалежність і повстанець, брав участь у незалежницькій боротьбі поляків і угорців проти австро-російського союзу. Він прийняв іслам у 1844 році і згодом служив на різних командних посадах в Османській армії під час правління Абдул-Меджида I (1839—1861) у Боснії та Герцеговині, Дунаї, Криму, Закавказзі та Багдаді. Під час Кримської війни в 1855 році отримав звання паші (генерала).

## Молодість і навернення в іслам
Антоній Александер Ілінський народився 1812 року в польській дворянській родині в місті Ярмолинці в Україні. У 1830 році молодим офіцером Литовського легіону брав участь у Листопадовому повстанні. Був активним учасником руху польських емігрантів, очолюваного паризьким князем Адамом Єжи Чарторийським. Ілінський працював під керівництвом Юзефа Бема в його невдалій спробі створення Португальського легіону (1833) і в подальшій боротьбі за формування польських легіонів в Іспанії, Франції та інших країнах.
У 1844 році був заарештований у Стамбулі за запитом Росії за нібито роботу над організацією українських козацьких легіонів під керівництвом «Східного агентства» Міхала Чайковського. Османська влада була байдужа, але Росія тиснула на його передачу для суду. Щоб уникнути цієї пастки, він погодився на пропозицію прийняти іслам і прийняв османське громадянство під новим іменем Мехмед Іскендер. Його негайно прийняли в підполковники Османської армії як «Іскендер-бег». У 1848–49 роках, під час Весни народів, він знову був помічником Бема в Угорщині.

## В Османській армії
Він служив в армії Румелії під проводом Омера-паша. Він був видатною фігурою у військовій кампанії, яка скинула та зрештою стратила візира Герцеговини Алі-пашу Різванбеговича в 1851 році.
Коли в 1853 році почалася Кримська війна, йому було доручено організовувати та навчати іррегулярні війська (башибозуки) на Дунаї. У наступному році жорстокий і сміливий стиль Іскендер-паші в командуванні успішними кавалерійськими рейдами на росіян приніс йому визнання, і незабаром він отримав звання полковника.
На початку 1855 року він був призначений у Євпаторійський гарнізон у Криму, командуючи кавалерійським полком чисельністю 400 осіб. Його підрозділ зробив важливий внесок в успішне відбиття сильного російського нападу на місто, яке загрожувало тилу союзної армії, що облягала Севастополь. Ця перемога принесла йому друге підвищення за рік, зробивши його пашою (генерал), (зокрема, Мірліва, еквівалент бригадного генерала).
Того ж року він командував авангардом експедиційної армії під проводом Омера-паші, яка висадилася в Сухумі, сподіваючись звільнити місто-фортецю Карс у Східній Анатолії від російської облоги. Однак місто впало в руки росіян до того, як обидві армії змогли зіткнутися.
У 1857 році він був знову покликаний на службу Омером-пашою, який був призначений губернатором і генеральним командувачем Багдада. Він поїхав до Багдада і брав активну участь у придушенні племінних повстань навколо Басри та в районі Неджду.
Повернувшись до Константинополя в 1861 році, він раптово захворів після офіційного бенкету і помер 2 червня 1861 року. Його поховали на цвинтарі мучеників Едірнекапі в Константинополі.